# Frederick H. Evans
Frederick H. Evans (Frederick Henry Evans, ur. 26 czerwca 1853 roku w Londynie, zm. 24 czerwca 1943 roku tamże) – brytyjski fotograf, znany ze zdjęć architektury, głównie angielskich i francuskich katedr.